# アセチルキシランエステラーゼ
アセチルキシランエステラーゼ(Acetylxylan esterase、EC 3.1.1.72)は、キシラン及びキシロオリゴ糖の脱アセチル化を触媒する酵素である。
この酵素は加水分解酵素に分類され、特にエステル結合に作用する。系統名は、アセチルキシランエステラーゼ(Acetylxylan esterase)である。

## 構造
2007年末時点で、4つの構造が解かれている。蛋白質構造データバンクのコードは、1QOZ、2C71、2C79、2CC0である。